# Мислевичі
Мислевичі (біл. вёска Мысьлевічы) — село в складі Молодечненського району Мінської області, Білорусь. Село підпорядковане Тюрлівській сільській раді, розташоване в західній частині області.